# Vessigny
Vessigny es una localidad de Trinidad y Tobago, que forma parte de la región de Siparia.

## Geografía
La localidad abarca parte de la isla Trinidad y limita al norte con Brighton, al sur con Vance River, al este con Sobo Village y al oeste con el golfo de Paria.

## Demografía
Datos demográficos de la localidad de Vessigny:
| Gráfica de evolución demográfica de Vessigny entre 2000 y 2011 |
|                                                                |